# Dessau–wörlitzi kertbirodalom
A dessau-wörlitzi kertbirodalom Szász-Anhalt tartományban található kultúrtáj, amely néhány jelentős épületből illetve angolkertekből áll. A kertbirodalom az Elba mentén 142 km2 területen fekszik, a közép-elbai bioszféra-rezervátumban. 2000 novembere óta az UNESCO-Világörökség része. A következő kastélyok és parkok tartoznak hozzá: Luisium, a dessaui Georgium, a mosigkaui kastély, a großkühnaui kastély, Leiner Berg, Sieglitzer Berg, az oranienbaumi kastély és a wörlitzi park. A kertbirodalom bekerült a 2001-ben megjelent Kék Könyvbe, amely az ország keleti felében elhelyezkedő, nemzeti jelentőségű kulturális létesítmények listája.

## Története
A tájépítészet első lépései Oranienbaum alapításával kezdődtek, a település, palota és park egységes elrendezésével, 1683-tól kezdődően. A barokk együttes tervezője Cornelis Ryckwaert volt. A terület további fejlesztése 1700 körül történt, az Elba-menti mocsarak kiszárításával. III. Lipót anhalt–dessaui herceg uralkodása alatt 1765 körül a hercegség egész területén átfogó tájépítészeti projekt kezdődött. A herceg több tanulmányutat tett Angliában, Hollandiában és Itáliában, ennek eredményeképpen fogott bele nagyszabású terveinek megvalósításába barátja és tanácsadója, Friedrich Wilhelm von Erdmannsdorff építész segítségével. A herceg a felvilágosodás híveként a barokk kertépítészet elutasítva olyan mintákat keresett, amelyek a természetközeliséget testesítik meg.
A wörlitzi kastély 1769-73 között épült, és ez volt az első klasszicista épület Németországban, két generációval Karl Friedrich Schinkel előtt. A Gótikus Ház (1774) elindította Európában a neogótikus épületek divatját.  
Amikor a herceg 1817-ben meghalt, gyakorlatilag az egész hercegség egy összefüggő kert volt. Utódai megőrizték ezt a 19. század végégi. Amikor a század második felében a helyi úthálózatot korszerűsítették, nem nyitottak új utakat kertbirodalmon keresztül. Az iparosítás és Dessau fejlődése ellenére 1900 után is sikerült megőrizni a táj jellegzetességét. Sajnos azonban az autópálya építése 1937–38-ban illetve a vasútépítés 1937-42 között négy részre osztották a kertbirodalmat. 
Annak ellenére, hogy Dessaut súlyosan érintette a második világháború, a kertbirodalom viszonylag érintetlenül megmenekült. Ezt követően azonban a mezőgazdasági terület képe változást szenvedett a különböző építkezések miatt. 1994–95-ben sikerült stabilizálni a környezetet az áramtelep és az üvegházak bezárásával.

## Templomok
Az alapítás korában a kertbirodalom területén több templomot átépítettek illetve kibővítettek. Ilyenek például Dessau környékén Waldersee (1722–1725), Mosigkau (1789), Mildensee és Großkühnau (1828–1830) templomai. Ezek a települések ma Dessauhoz tartoznak. 
A kertbirodalomtól keletre Oranienbaum (1707–1712), Riesigk (1797–1800), Wörlitz (1804–1809), Vockerode (1810–1812) és Horstdorf (1872) templomai épültek újjá. 
A rehseni templom (1680, 1707) már korábban létezett, mint ahogy a goltewitzi is (13./14. század).

## Fordítás
- Ez a szócikk részben vagy egészben  a   Dessau-Wörlitzer Gartenreich című német Wikipédia-szócikk ezen változatának fordításán alapul.  Az eredeti cikk szerkesztőit annak laptörténete sorolja fel. Ez a jelzés csupán a megfogalmazás eredetét és a szerzői jogokat jelzi, nem szolgál a cikkben szereplő információk forrásmegjelöléseként.